# 2016年1月下旬の東アジアの寒波
2016年1月下旬の東アジアの寒波（2016ねん1がつげじゅんのひがしアジアのかんぱ）は、2016年1月22日から25日頃に東アジアの大部分とインドシナ半島の一部、南アジア北部の一部を襲った寒波で、記録的な低温と降雪を多くの国にもたらした。日本の沖縄本島で観測史上初めてみぞれを観測し、多くの地域でそれまで数十年間で最低の気温を記録した。台湾で少なくとも85人が1月22日から24日の週末の間に気温の急激な低下によって低体温症と心停止で死亡した。タイでは14人が死亡し、日本では6人が死亡した。
この寒波は対流圏内で起きた急速な北極圏の温暖化に促進されたもので、これが北極振動指数を急速に正（12月下旬）から負（1月下旬）に変化させ、東アジアでは偏西風（寒帯前線ジェット気流）が南へ蛇行した。これによりシベリア高気圧が強化されブロッキング現象が発生、中国東部から西日本を中心に強い寒気が南下した。

## 香港
香港天文台の観測では、1月24日に3.1 ℃まで気温が下がり、59年ぶりの記録となった。香港各地はみぞれを観測した。大帽山では-6.0 ℃の記録的な低温となった。大帽山へ珍しい霜を見に来た観光客らが低体温症となり、129人が救助を要請し67人が入院した。
1月25日には、幼稚園、小学校、英基学校協会で51万人以上の児童が休校となった。休校は香港教育事業人員協会により提案されたもので、寒さを理由に教育局が休校を決めたのは初めてのことだと言われている。批判を受け、当局はほとんどの学校に暖房が無いことを理由に挙げた。香港資助小学校長会の副会長は、道路が滑りやすくなっているため冬タイヤの装備の無い香港のスクールバスでは危険だとして、決定は正しいと述べた。

## 日本
日本では西日本から南西諸島を中心に強い寒気が流入した。日本海側を中心に大雪となったほか、九州でも一部で大雪となり、長崎市で24日、1906年の観測開始以来最大の積雪17 cmを観測した。また鹿児島県奄美大島の名瀬で115年ぶりに雪を、沖縄県久米島で39年ぶりにみぞれを、同県名護市で観測史上初めてみぞれを観測した。沖縄本島で雪（みぞれを含む）が観測されたのは初めて。
九州では24日から26日朝にかけて記録的な低温となり、24日は山口市、佐賀市、長崎市で真冬日（最高気温が氷点下）となった。25日には、熊本県人吉市で1943年の統計開始以来最低の-9.8 ℃を記録し、鹿児島県伊佐市大口で1977年の統計開始以来最低の-15.2 ℃を観測した。九州各地で凍結による水道管破裂・損傷が起きて断水が相次ぎ、26日午後時点で、福岡県で約13万世帯、長崎県で約5万6000戸が断水した。

## 中国
広州市では24日、1967年以来初めて雪が観測された。深圳市でも珍しく雪が降った。広州では少なくとも4人が暖房による一酸化炭素中毒で死亡した。24の観測点で過去最低気温を記録した。内モンゴル自治区では-46.8 ℃の過去最低気温を記録した。

## 朝鮮半島
雪と低温により、韓国南西沖の済州島では1200便の飛行機が欠航し、約9万0300人の乗客が足止めされた。鬱陵島は137.3cmの積雪に覆われた。ソウルでは24日、15年ぶりに-18 ℃まで下がった。
北朝鮮では、平壌で-19 ℃、三池淵で-37.5 ℃まで気温が下がった。4万人の建設作業者が建設現場から撤収したと伝えられている。

## 台湾

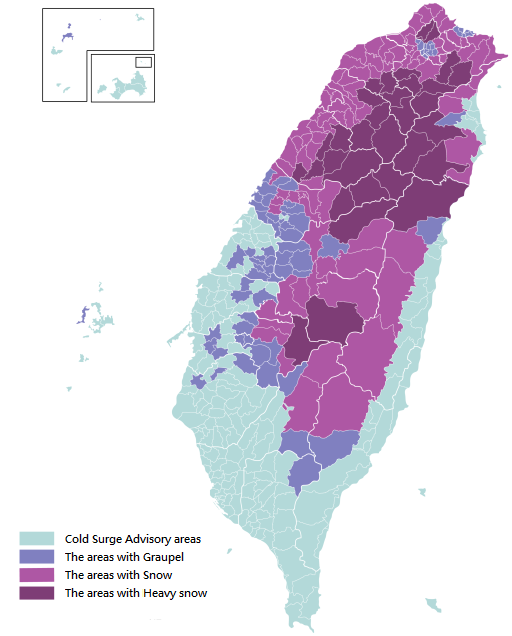
台湾での積雪状況

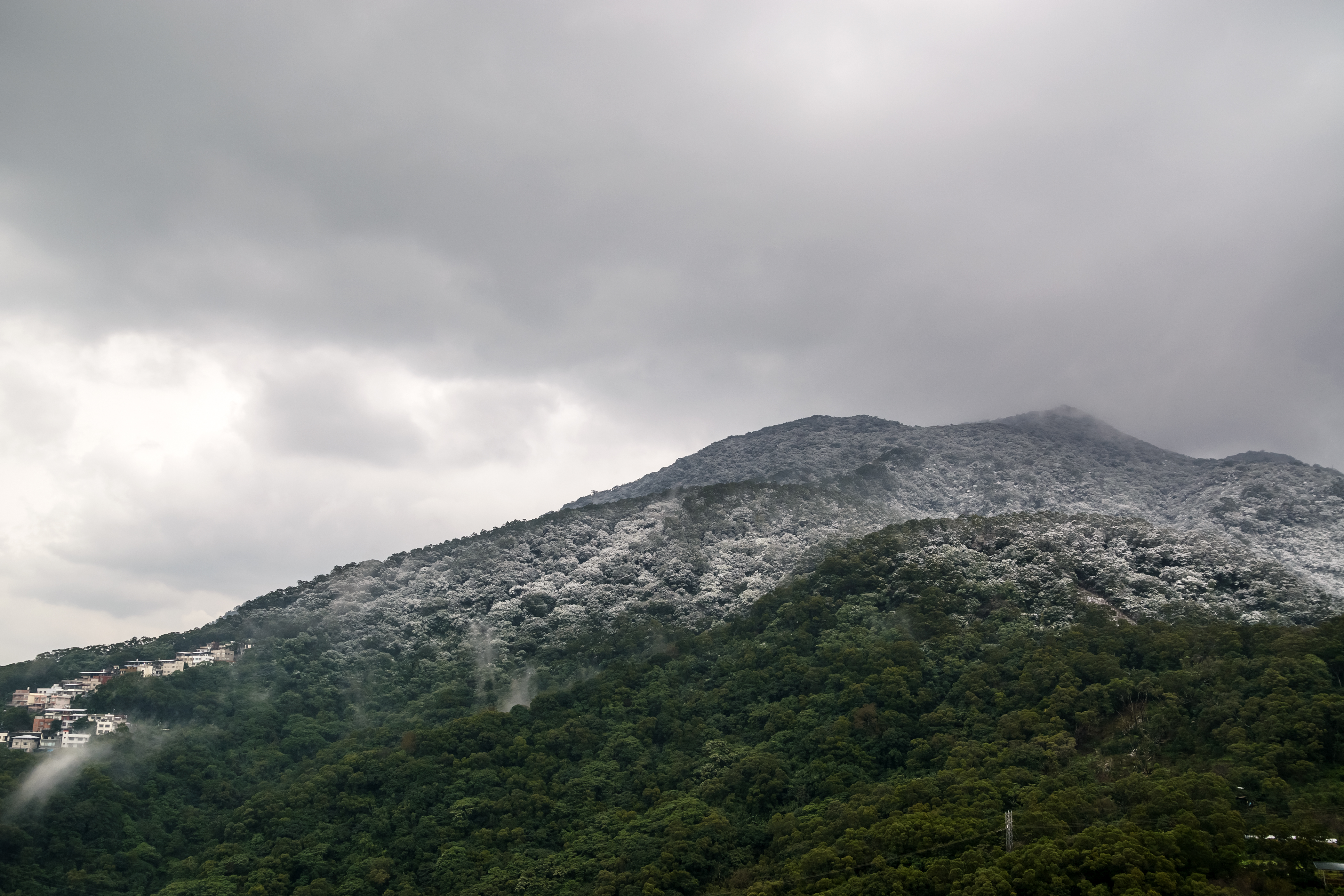
台北・陽明山の大屯山で見られた積雪

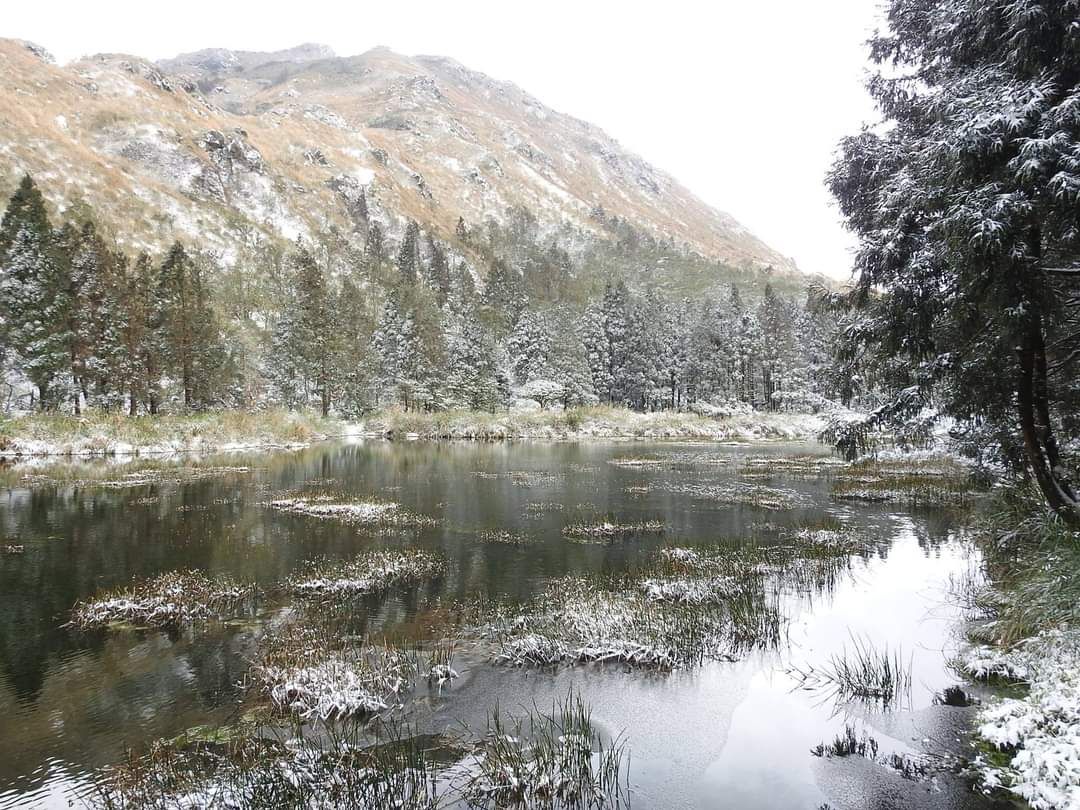
台北、陽明山の雪

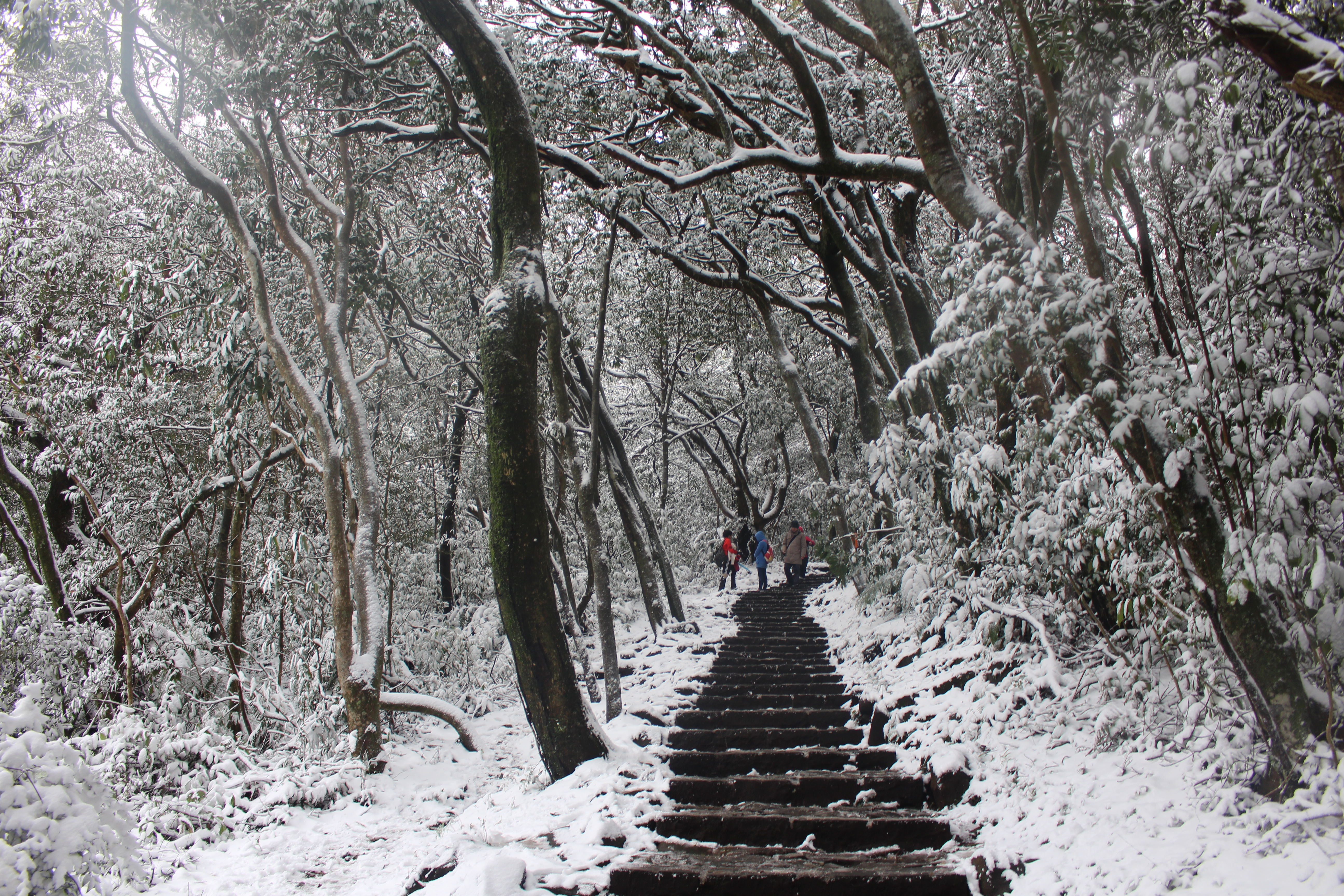
台北、陽明山の雪

大寒波が1月22日から24日の週末に押し寄せ、台北市では25日に過去44年間で最低の3 ℃まで気温が下がった。陽明山で-3.7 ℃、馬祖島で0.3 ℃、金門県で1.3 ℃、玉山で-4.5 ℃の過去最低気温を記録した。台湾は亜熱帯の気候であるため多くの家にセントラルヒーティングや断熱材はなく、住民は寒さに苦しんだ。台湾全体で少なくとも85人が低体温症や心疾患の悪化で死亡し、このうち66人は台北市と桃園市で、16人は高雄市だった。犠牲者の大半は自宅で亡くなった。しかし保健当局は直後に、死者は3人だけで、45人が救急病棟に入院したと発表している。玉山では雪が16.2 cm積もった。
寒波により作物に深刻な被害が生じ、損害は苗栗県だけで2000万ニュー台湾ドルを超えた。馬英九総統は農業被害を国家的懸念であると表明した。

## 南アジアと東南アジア
タイのバンコクでは気温が15 ℃まで下がり、チャイナート県では13 ℃まで下がった。タイ全体で14人が死亡し、多くは持病の悪化か呼吸器疾患であったと伝えられている。
ベトナムのハノイでは6 ℃の最低気温を記録し、約20年間で最低の記録となった。ベトナム北部のラオカイ省の山々では雪が降った。
ラオスでは、フアパン県で0 ℃まで気温が下がり、また一部の高地では霜が下り、サムヌア郡でスイギュウが死んだ。
インド北部では、-16.6 ℃まで気温の下がった場所もあり、ニューデリーでは5 ℃を下回った。気温低下により生じた霧によりインディラ・ガンディー国際空港では遅延が生じ、ニューデリーでも列車が運休した。
ネパールでは、濃い霧と寒さによりラウタハト郡とパルサ郡で700の学校が閉鎖され、全土で寒さに関連した疾患の患者が増加した。